# Thuận Giao
Thuận Giao là một phường thuộc Thành phố Hồ Chí Minh, Việt Nam.

## Địa lý
Phường Thuận Giao có vị trí địa lý:
- Phía đông giáp phường An Phú

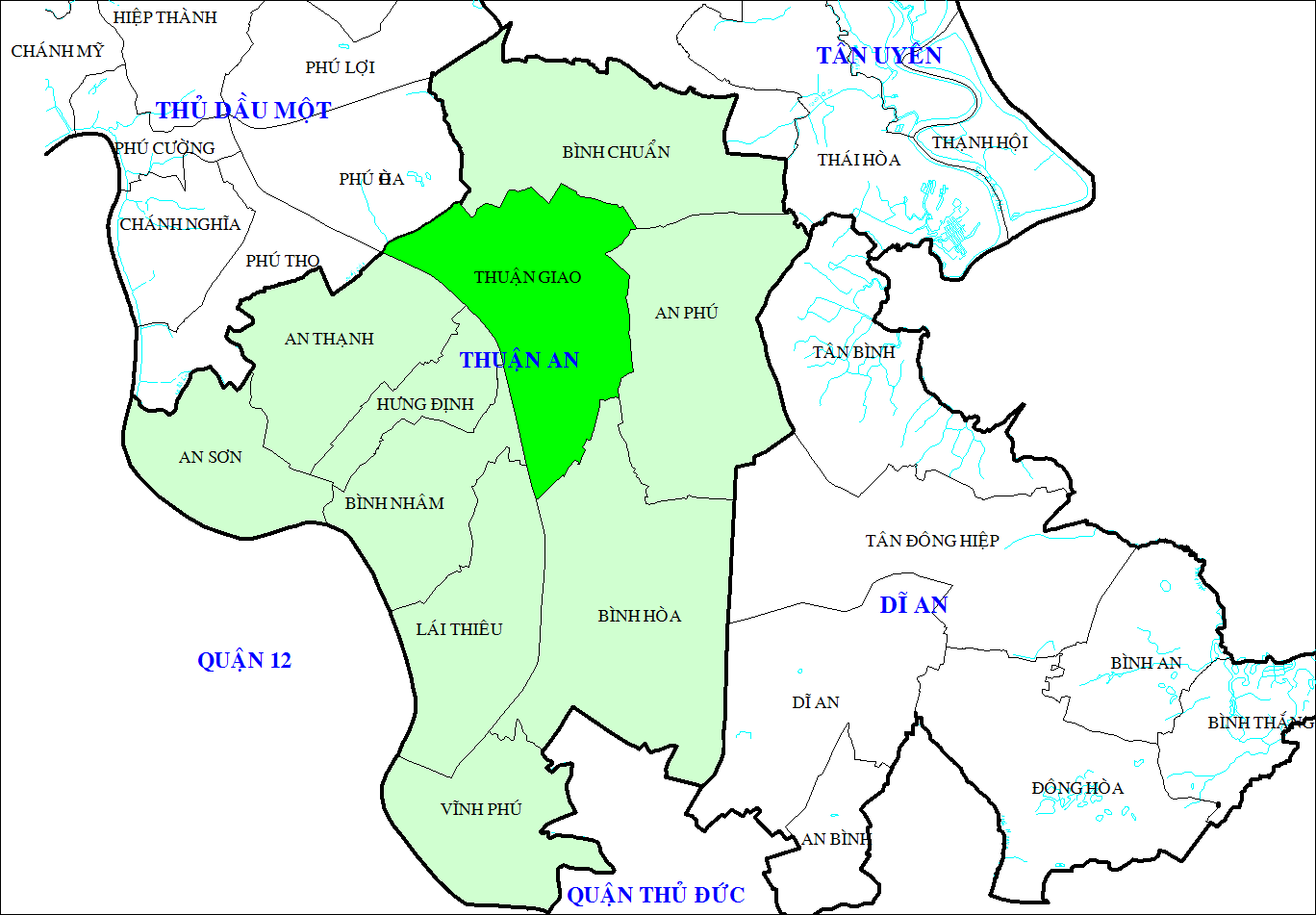
Vị trí phường Thuận Giao trên bản đồ thành phố Thuận An

- Phía tây giáp phường An Thạnh và phường Hưng Định
- Phía nam giáp các phường Bình Hòa, Bình Nhâm và Lái Thiêu
- Phía bắc giáp phường Bình Chuẩn
- Phía tây bắc giáp thành phố Thủ Dầu Một.

Phường Thuận Giao có diện tích 11,41 km², dân số năm 2021 là 102.052 người, mật độ dân số đạt 8.945 người/km².

## Lịch sử
Trước đây, Thuận Giao là một xã thuộc huyện Thuận An, tỉnh Bình Dương.
Ngày 13 tháng 1 năm 2011, Chính phủ ban hành Nghị quyết 04/NQ-CP về việc thành lập hai thị xã Dĩ An và Thuận An thuộc tỉnh Bình Dương. Theo đó, thành lập phường Thuận Giao thuộc thị xã Thuận An trên cơ sở toàn bộ diện tích và dân số của xã Thuận Giao.
Sau khi thành lập, phường Thuận Giao có diện tích 1.149 ha, dân số là 78.429 người.

## Hành chính
Phường Thuận Giao được chia thành 5 khu phố: Hòa Lân 1, Hòa Lân 2, Bình Thuận 1, Bình Thuận 2, Bình Giao.

## Kinh tế
Địa bàn phường có nhiều khu công nghiệp tập trung nhu Khu công nghiệp Việt Nam - Singapore, Khu công nghiệp Việt Hương I và các công ty sản xuất nằm tập trung ngoài khu công nghiệp và các lò gốm sản xuất heo đất nổi tiếng nhất cả nước.

## Văn hóa - du lịch

### Di tích lịch sử
Trên địa bàn phường có khu di tích lịch sử chiến khu Thuận An Hòa được xây dựng trên diện tích 4 ha tại khu phố Hòa Lân 2 và trường trung học phổ thông Trần Văn Ơn.

## Giao thông
Phường Thuận Giao cách thành phố Thủ Dầu Một 6 km và trung tâm thành phố Thuận An 7 km, có Quốc lộ 13 đi qua.
Toàn bộ đường giao thông ở Thuận Giao được nâng cấp lên đường nhựa. Có 2 tuyến đường chính là 22/12 từ ngã tư Đất Thánh giao nhau với quốc lộ 13 đi An Phú, Dĩ An và Biên Hòa, đường Thủ Khoa Huân kết nối Thuận Giao, Bình Chuẩn và An Thạnh và khu công nghiệp Nam Tân Uyên. Ngoài ra có đường cao tốc Mỹ Phước - Tân Vạn đi qua có nút giao Bình Thuận tại khu phố Bình Thuận 2.